# Урбах (Тюрингія)
Урбах (нім. Urbach) — громада в Німеччині, розташована в землі Тюрингія. Входить до складу району Нордгаузен.
Площа — 25,26 км2. Населення становить 860 ос. (станом на 31 грудня 2021).